# Нур-е Ейн
Нур-е Ейн (перс. نورعين) — село в Ірані, у дегестані Шамсабад, у Центральному бахші, шахрестані Ерак остану Марказі. За даними перепису 2006 року, його населення становило 107 осіб, що проживали у складі 32 сімей.

## Клімат
Середня річна температура становить 11,05°C, середня максимальна – 29,54°C, а середня мінімальна – -10,20°C. Середня річна кількість опадів – 241 мм.
| Клімат поселення                              | Клімат поселення | Клімат поселення | Клімат поселення | Клімат поселення | Клімат поселення | Клімат поселення | Клімат поселення | Клімат поселення | Клімат поселення | Клімат поселення | Клімат поселення | Клімат поселення | Клімат поселення |
| Показник                                      | Січ.             | Лют.             | Бер.             | Квіт.            | Трав.            | Черв.            | Лип.             | Серп.            | Вер.             | Жовт.            | Лист.            | Груд.            |                  |
| Середній максимум, °C                         | 6,65             | 8,07             | 11,66            | 17,81            | 22,76            | 28,77            | 29,54            | 29,19            | 24,81            | 18,44            | 11,66            | 6,48             |                  |
| Середня температура, °C                       | −1,77            | −0,36            | 3,22             | 9,37             | 14,34            | 20,35            | 24,09            | 23,76            | 19,37            | 12,99            | 6,22             | 1,04             |                  |
| Середній мінімум, °C                          | −10,2            | −8,79            | −5,2             | 0,94             | 5,91             | 11,91            | 18,66            | 18,32            | 13,92            | 7,54             | 0,77             | −4,39            |                  |
| Норма опадів, мм                              | 36               | 36               | 44               | 33               | 25               | 4                | 2                | 1                | 0                | 7                | 22               | 31               |                  |
| Середньомісячна швидкість вітру, м/с          | 1.81             | 2.38             | 2.36             | 2.98             | 2.35             | 2.25             | 2.22             | 2.04             | 2.01             | 2.01             | 1.79             | 1.27             |                  |
| Середньомісячна сонячна радіація, кДж/м²·день | 9355             | 12520            | 15417            | 18504            | 22582            | 26846            | 25998            | 24302            | 21453            | 15968            | 11258            | 9255             |                  |
| --------------------------------------------- | ---------------- | ---------------- | ---------------- | ---------------- | ---------------- | ---------------- | ---------------- | ---------------- | ---------------- | ---------------- | ---------------- | ---------------- | ---------------- |
| Джерело:                                      |                  |                  |                  |                  |                  |                  |                  |                  |                  |                  |                  |                  |                  |